# Pistolet à impulsion électrique

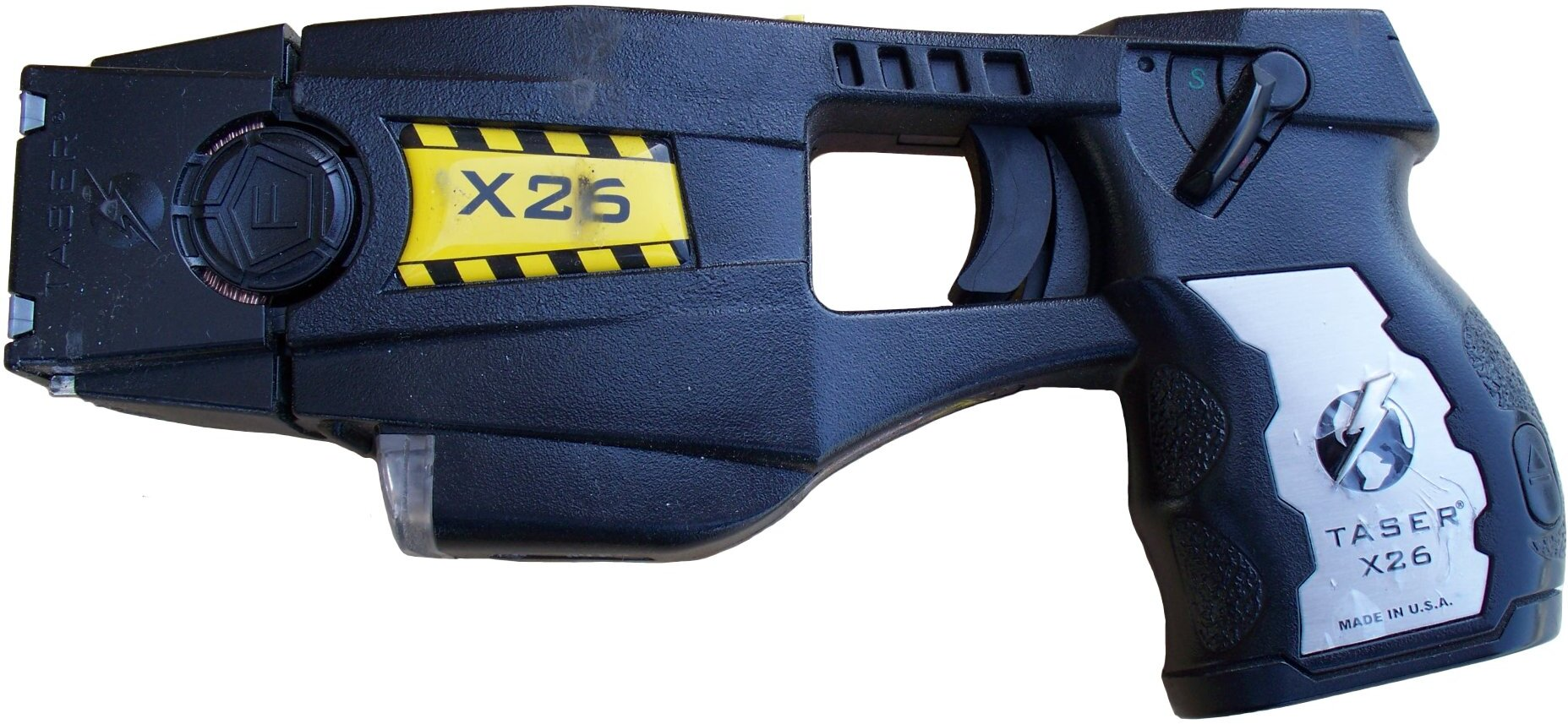
Taser X-26 de la Police nationale/ Gendarmerie nationale françaises

Le pistolet à impulsion électrique (PIE) est une arme incapacitante, plus souvent appelé Taser par lexicalisation du nom de marque Taser International (dont le nom provient de Thomas A. Swift's Electrical Rifle), terme qui peut être traduit en français par foudroyeur.
Il envoie sur sa cible deux dards délivrant une décharge électrique de plusieurs dizaines de milliers de volts, paralysant temporairement la cible. Il suscite néanmoins une controverse du fait qu'il porte atteinte à l'intégrité physique de la personne touchée, s'apparente selon l'ONU à une forme de torture, peut générer l'apparition de troubles et de séquelles et peut même causer la mort des personnes fragiles,.

## Histoire
Le taser (Weapon for Immobilization and Capture) a été inventé en 1972 par Jack Cover qui recherchait une arme sécuritaire utilisable à bord d'un avion.

## Informations techniques

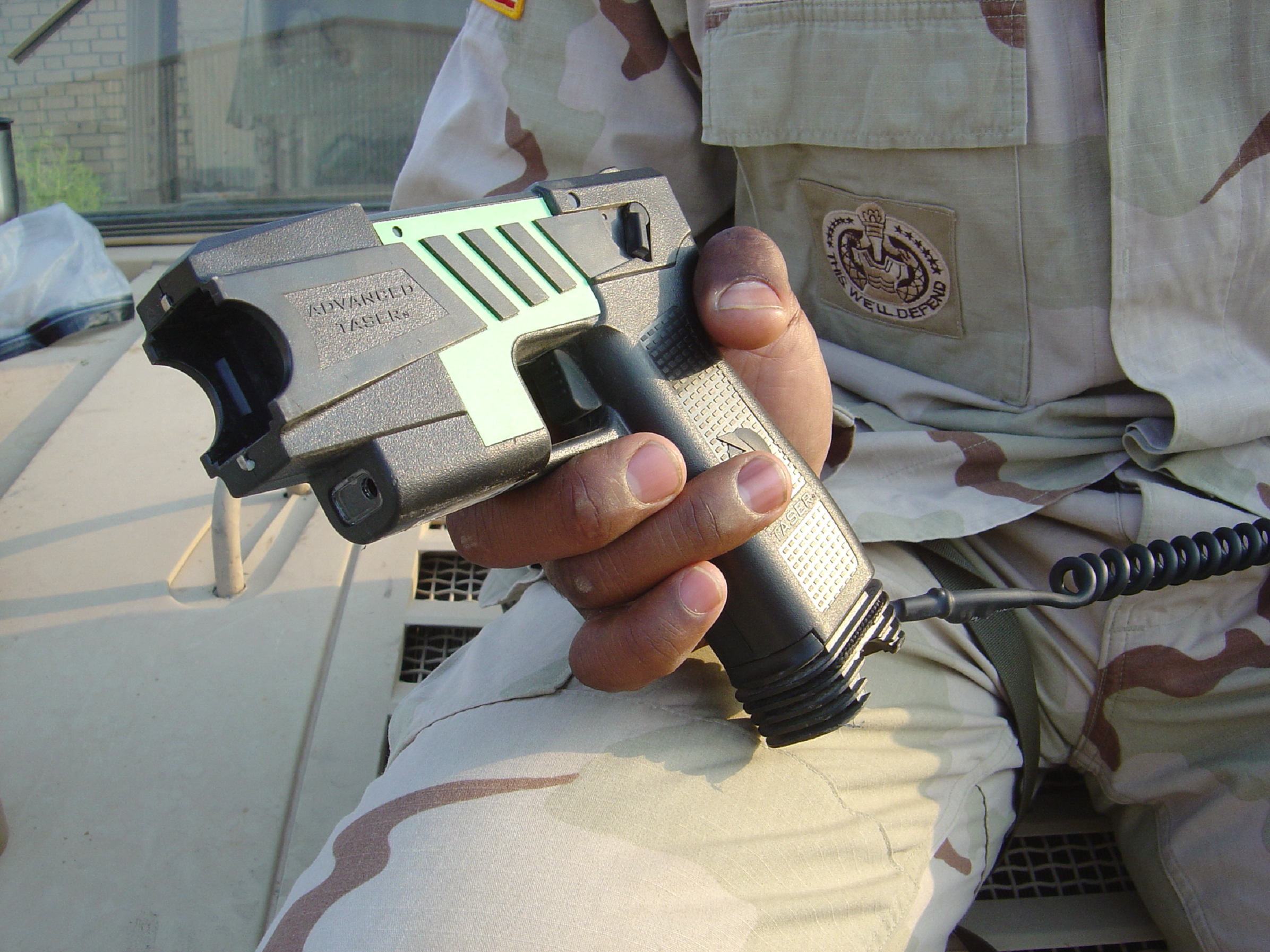
Le M-26 TASER, version militaire du TASER.

Le pistolet à impulsion électrique est une arme d’une portée maximale de 7,60 mètres qui propulse deux électrodes (à la vitesse de 50 mètres par seconde) reliées à deux filins isolés. Au contact de sa cible, le pistolet libère une décharge de 2 milliampères pour 50 000 volts. Cette onde électrique bloque le système nerveux. Le pistolet envoie alors un signal appelé « ondes Taser », qui bloque les signaux normaux des fibres nerveuses. Selon l'inventeur, l'idée était de neutraliser un individu dangereux à bord d'un avion, sans utiliser des armes classiques. En reprenant les chiffres fournis par Taser, il est délivré 0,07 J par décharge, et les piles sont vides au bout d’environ 20 000 impulsions, soit moins de 17 minutes d’usage. 
Cette arme est conçue pour bloquer le système nerveux central, officiellement sans effets à long terme, afin d’immobiliser brièvement la personne touchée de façon que les policiers puissent intervenir et procéder à son arrestation. On parle aussi de paralysie momentanée. Le cycle de 5 secondes automatique (durée totale de la décharge) est un cycle technique mais aussi physiologique puisqu’il permet de faire passer un individu en manque (de drogue) de l'état de démence à un état totalement déstressé, selon les récentes études des professeurs Theresa et Vincent di Mario[source insuffisante]. Une autre des conséquences de la paralysie musculaire apparaît lorsqu'une personne est touchée à l’abdomen à un mètre de distance : il peut provoquer la défécation immédiate.

## Usage

### Internationalement
L'arme est utilisée par des corps policiers et établissements pénitentiaires au Canada, aux États-Unis, au Royaume-Uni. Au total, cette arme serait utilisée dans 107 pays, dont l’Argentine, où la décision du maire de Buenos Aires, Mauricio Macri, de doter la Police métropolitaine de Buenos Aires de cette arme a suscité le dépôt d’une plainte, en février 2010, à laquelle s’est jointe une fondatrice des Mères de la place de Mai, Hebe de Bonafini, qui qualifie l'engin d'« instrument de supplice électrique ».
Elle est classée par le Règlement de l'Union européenne no 1236/2005 parmi les armes susceptibles d’être utilisées pour infliger la torture.
D'après Taser France, ils auraient permis d’éviter des blessures sérieuses aux délinquants et réduiraient considérablement le taux de blessures parmi les policiers.
D'après Amnesty International et d’autres organismes, ainsi que d’après des personnalités politiques (comme, en France, Olivier Besancenot et Martine Aubry) ils peuvent avoir des conséquences mortelles, et leur utilisation est brutale et abusive.
L'usage s’est étendu en Amérique du Nord et certaines associations telles qu'Amnesty International se plaignent de la banalisation de leur utilisation dans des cas tels que sur des écoliers agités, des insubordinations, des personnes entravées ou emprisonnées, voire des patients en hôpitaux psychiatriques atteints de troubles nerveux.
Des entreprises l'utilisent pour la sécurité de leurs personnels et clientèles, tels la compagnie Korean Air qui embarque des tasers à bords de leurs avions de ligne.
Le X-26 fait l’objet d'une licence du Pentagone pour en contrôler la diffusion. TASER avait demandé en juin 2004, puis le 23 novembre 2005, le classement du Taser en France comme arme de catégorie B (comme le fusil à pompe) afin de mettre en conformité la réglementation de son produit en accord avec ses pratiques restrictives. La commission nationale de classement des armes ayant en commission plénière entendu les arguments de la société TASER France a décidé en janvier 2006 de classer le X-26.

### Belgique
La détention et le port d'un pistolet à impulsion électrique par un particulier est prohibé, comme défini dans la loi sur les armes de 2006.
Cependant en 2012, 29 usages de ce type d'arme par des particuliers ont été dénoncés aux services de police belges.
L'usage d'une telle arme par les services de police, interdit en 2015, est en réflexion auprès du ministre de l'intérieur, Jan Jambon. Le 16 octobre 2015, il se rend au sein de la Zone de Police Mons-Quévy où l'arme est mise en démonstration par des services de gendarmerie française.
Seules les unités spéciales utilisent ce type d'arme en Belgique. De 2008 à 2014, le recours à cette arme par ces services n'a eu lieu qu'à quatre reprises.

### France
Le Taser est classé comme étant une arme de catégorie B (comme l'est par exemple, un 357 Magnum à barillet : arme soumise à autorisation). Le pistolet à impulsion électrique, Taser X-26, équipe la Police nationale et la gendarmerie française depuis 2004. En septembre 2008, son emploi a été autorisé par décret pour les agents de police municipale, mais ce texte a été annulé par le Conseil d'État en septembre 2009. En France, une instruction du 9 janvier 2006 définit les modalités d’utilisation de cette arme par les policiers. Elle « déconseille fortement » son usage notamment dans certains cas (« personnes cardiaques, femmes enceintes, influence de stupéfiants, imprégnation de liquides inflammables… »), et en proscrit formellement l’usage sur le conducteur d’un véhicule automobile qui n'est pas à l'arrêt (moteur allumé). La Commission nationale de déontologie de la sécurité (CNDS) a dénoncé dans son rapport 2006 des abus liés à l’usage de ce pistolet dans des cas non justifiés et s’interroge sur la possibilité pour les policiers intervenant dans le feu de l’action de déceler au premier contact des contre-indications permettant « de conserver le caractère, a priori, non létal de cette arme ».

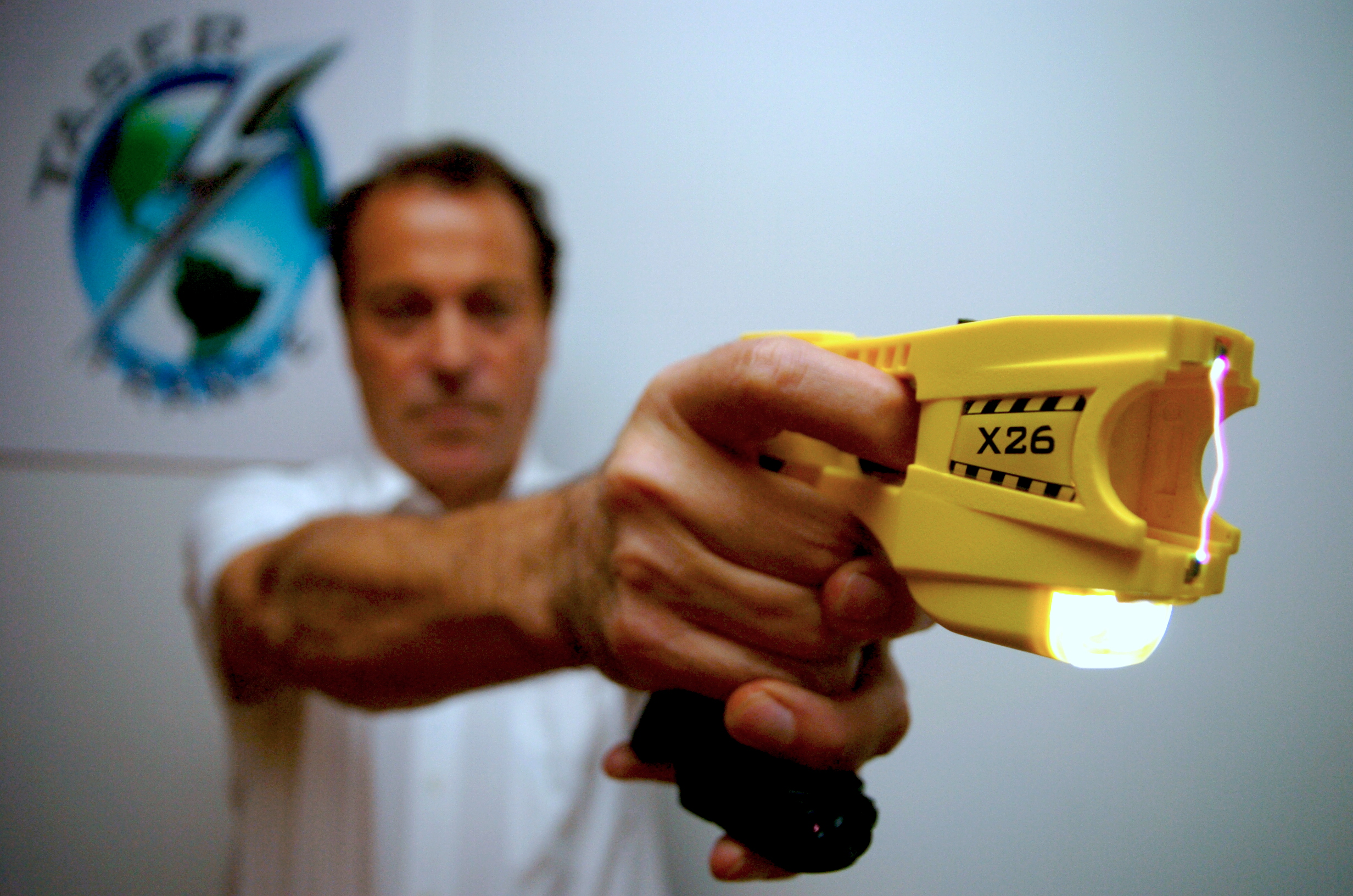
Le Taser X-26 lors d'une démonstration le 6 juin 2007.

Le X-26 est néanmoins en service dans toutes les unités de police de la région parisienne ainsi que dans certaines villes de province. 3 800 Taser étaient en possession des forces de police et de gendarmerie début septembre 2008. La Police nationale, la Gendarmerie Nationale et la police municipale sont les seules en Europe à avoir doté ses pistolets d’une caméra dite TASERCAM, permettant un enregistrement (image et son) dès la mise en fonction de l’appareil.
Le gouvernement Fillon a publié le 22 septembre 2008 le décret étendant leur utilisation aux unités de police municipale. Pour le moment, dix communes, selon le ministère de l’Intérieur, en ont fait la demande : Le Raincy, Émerainville, Étampes, Dole, Orange, Venelles, Levallois-Perret, Rueil-Malmaison, Hem et Claye-Souilly. Dole et Toulouse, qui avaient été citées par le ministère, passées à gauche depuis les dernières élections municipales, ont cependant démenti en avoir fait la demande. Selon l’instruction ministérielle du 4 novembre 2008, « l’utilisation d'un pistolet à impulsions électriques par un policier est assimilable à l’emploi de la force. Celui-ci n’est possible que lorsque les conditions requises par la loi l’autorisent. Il en est ainsi prioritairement lorsque l’agent de police se trouve dans une situation de légitime défense (art. 122-5 du code pénal).
En dehors de cette hypothèse principale, l’emploi de cette arme, qui doit en tout état de cause rester strictement nécessaire et proportionné, peut également être envisagé :
- soit dans le cadre de l’état de nécessité (art. 122‑7 du CP) ;
- soit en cas de crime ou délit flagrant pour en appréhender le ou les auteurs (art. 73 du code de procédure pénale), mais sous certaines conditions. Toujours strictement nécessaire et proportionné, l’usage ne pourra en être fait qu'à l’encontre des personnes violentes et dangereuses. »[24].

Le 2 septembre 2009, sur requête de l’association Réseau d’alerte et d’intervention sur les droits de l’homme, sans remettre en cause le principe d’emploi d’une telle arme, le Conseil d'État a annulé le décret du 22 septembre 2008 parce qu’il méconnaît les principes d’absolue nécessité et de proportionnalité dans la mise en œuvre de la force publique.
Le 26 mai 2010, un décret du Premier ministre et un arrêté ministériel précisant les conditions d'emploi de cette arme par les polices municipales autorisent son utilisation.

#### Controverses
Le 31 mai 2007, la société Taser publie un droit de réponse dans le journal Libération, à la suite d'un article paru le 26 mars 2007 intitulé « 212 décès par Taser aux États-Unis ». En juillet 2007, elle poursuit devant le tribunal de grande instance de Paris Olivier Besancenot et l’association « Réseau d’alerte et d’intervention pour les droits de l’homme » (RAID-H) pour diffamation et dénigrement pour avoir répété que les pistolets Taser avait « déjà causé des dizaines de morts aux États-Unis ». Le tribunal donne à Olivier Besancenot le bénéfice de la bonne foi, en relevant qu’il s’exprimait en tant que responsable politique, dans le cadre du débat démocratique. Cependant, le jugement précise qu'Olivier Besancenot n’apporte pas la preuve de ses affirmations et que les documents produits par Amnesty International ne sont pas probants. Fort de ce jugement qui confirme qu’aucun décès ne peut être imputé au TASER, SMP Technologies (l'importateur et distributeur du Taser en France) ne fera pas appel de cette décision.
Le 6 octobre 2008, SMP Technologies lance à Martine Aubry, par voie d’huissier, une sommation de désigner le nom des victimes auxquelles elle faisait allusion lorsqu’elle a déclaré la veille sur Canal+ que le Taser avait fait « 290 morts en Amérique du Nord ». Le 27 octobre 2008, la société Taser France est déboutée après sa plainte pour dénigrement face au Réseau d’alerte et d’intervention pour les droits de l’homme (RAID-H). Taser France réclamait 50 000 euros à l’association pour « Dénigrement de produit ». Finalement, il en coûtera 2 000 euros à la société Taser France au titre de remboursement de frais de justice.
Le 2 septembre 2009, pour annuler le décret du 22 septembre 2008 autorisant les policiers municipaux à l’emploi de cette arme, le Conseil d’État souligne les « dangers spécifiques (de cette arme) qui imposent que (son) usage soit précisément encadré et contrôlé ». Il reproche au ministère de l’Intérieur de ne pas avoir précisé « les précautions d’emploi de l’arme, les modalités d’une formation adaptée à son emploi et la mise en place d’une procédure d’évaluation et de contrôle périodique nécessaire à l’appréciation des conditions effectives de son utilisation par les agents de police municipale ».
Un homme meurt a Paris en janvier 2024 après avoir été la cible de plusieurs tirs de PIE.

## Risques
Entre juin 2001 et août 2008, Amnesty International a comptabilisé 334 cas de morts aux États-Unis et 25 au Canada après usage d'un pistolet électrique. De ces 244 cas :
- pour 7 cas, les médecins légistes ont dit que le Taser avait été la cause, ou un facteur contribuant, ou ne pouvait être exclu des causes du décès ;
- pour 16 cas, les médecins légistes citent le Taser comme second facteur, ou comme facteur contribuant à la mort ;
- dans des douzaines de cas, les médecins légistes citent l'excited delirium comme cause de la mort ;
- plusieurs décès sont imputables aux blessures à la tête après la chute de la victime[33].

En 2005, un médecin légiste a pour la première fois déclaré que le Taser était le facteur premier d'un décès.
Plusieurs incidents ont attiré l'attention des médias :
- juillet 2005 au Royaume-Uni. La police utilise un pistolet à impulsions sur un homme en choc hypoglycémique, croyant qu'il était une menace[35] ;
- avril 2005, Lyon (France). Une étudiante est touchée à plusieurs reprises par un taser alors qu'elle était neutralisée au sol[36] ;
- avril 2006, États-Unis. Emily Delafield, une femme de 56 ans en chaise roulante meurt après 10 chocs électriques, son décès étant qualifié d'homicide par la justice[37] ;
- octobre 2006, États-Unis. Un jeune homme de 17 ans meurt après avoir reçu de façon répétée des chocs électriques de la police[38] ;
- novembre 2006, États-Unis. Incident au Taser à l'UCLA[réf. souhaitée] ;
- septembre 2007, États-Unis. Incident au taser à l'université de Floride ;
- septembre 2007. Mort de Claudio Castagnetta, deux jours après son arrestation au cours de laquelle il avait reçu une décharge de pistolet électrique[39] ;
- octobre 2007, Canada. Robert Dziekański (en) ;
- novembre 2007, Canada. Mort de Howard Hyde[40] ;
- 18 novembre 2007, Maryland (États-Unis). Jarrel Gray, un homme de 20 ans meurt après avoir reçu une décharge de taser[41] ;
- novembre 2007, Jacksonville (États-Unis). Mort de Christian Allen[42] ;
- décembre 2007, Canada. Incident au taser, Quilem Registre[43] ;
- 24 avril 2008, États-Unis[44] ;
- 24 juin 2008, Canada. Un homme décède après l'utilisation d'un Taser lors de son interpellation ;
- 22 juillet 2008, Winnipeg (Canada). Un mineur meurt à la suite de l'utilisation d'un Taser pour l'appréhender[45] ;
- 22 mars 2009, Michigan (États-Unis). Mort d'un adolescent de 15 ans, Brett Elder, après avoir été visé par un tir de Taser de la police[46] ;
- 30 novembre 2010, Colombes (France). Un Malien en situation irrégulière décède après avoir reçu deux décharges pendant son interpellation par la police. Le parquet de Nanterre a annoncé à l'AFP l'ouverture d'une information judiciaire contre X en décembre 2010 pour « homicide involontaire[47]. »
- 14 août 2016, Telford (Royaume-Uni). Dalian Atkinson, ancien joueur d'Aston Villa, décède à la suite de l'utilisation d'un Taser[48]

### Mortalité
D'après le rapport d'Amnesty International de décembre 2008 le nombre de personnes mortes aux États-Unis après avoir été touchées par un Taser est de 334, chiffre établi pour la période comprise entre 2001 et août 2008. En février 2012, ce nombre a atteint les 500, toujours selon Amnesty International
. Si la plupart de ces morts ont été attribuées à des facteurs autres que la décharge électrique, des médecins légistes et des coroners ont conclu que les décharges infligées au moyen d'un Taser avaient entraîné directement ou indirectement, la mort dans au moins 50 cas.
Plusieurs décès faisant l'objet d'une couverture médiatique plus ou moins importante, surtout en Amérique du Nord, ont suscité la polémique quant à l'usage du pistolet à impulsion. Le cas de l'« affaire Robert Dziekanski », un Polonais de 40 ans mort le 14 octobre 2007 à l'aéroport de Vancouver, au Canada, a fait l'objet d'un buzz par l'usage d'une vidéo publiée sur internet. Après plusieurs rebondissements, les conclusions du coroner sont que la mort a été causée par les actions d'une ou d'autres personnes, et non par son état de santé ; en accord avec les conclusions de l'enquête publique présidée par le commissaire Thomas Braidwood qui, dans son rapport final publié en 2010, décrète que l'utilisation d'un pistolet électrique par les agents lors de l'incident n'était pas justifiée.
La revue des SAMU de France, a publié en septembre 2007 un article soulignant que « Taser International rapporte plus de 100 000 volontaires sains soumis au Taser et aucun décès ne semble à déplorer, même si le recrutement des volontaires sains peut prêter à discussion en induisant un biais de sélection (victimes idéales, sportives et en bonne santé). Les patients décédés après avoir été « électrisés » étaient en effet plutôt en état d'agitation voire de delirium et pour la plupart toxicomanes. » Elle ajoute cependant, concernant les patients présentant un syndrome d'hyperexcitation que « Ces patients agités doivent impérativement bénéficier d'une surveillance médicale (monitoring cardiovasculaire) et de soins adaptés (lutte contre la rhabdomyolyse, remplissage, sédation par benzodiazépines, voire refroidissement externe) en raison du risque réel de décès. ».
Le choc électrique peut créer en théorie une fibrillation ventriculaire responsable d'une mort subite en absence de réanimation : la décharge, même minime en termes d'électricité, est susceptible de perturber le rythme cardiaque. Cette perturbation peut conduire à une fibrillation ventriculaire d'après un test sur animaux. Des cas identiques ont été décrits chez l'être humain mais le dépistage de l'arythmie cardiaque, nécessitant un appareillage particulier (défibrillateur automatique externe) a toujours été fait dans les quelques minutes suivant la décharge du pistolet,. Le mécanisme peut être autre qu'électrique : un choc quelconque peut causer un arrêt cardiaque, comme l'atteste la présence de cas similaires au cours d'un tremblement de terre. Il est possible que l'association douleur et décharge catécholergique (contexte de lutte) puisse provoquer un défaut d'oxygénation sanguine chez un patient ayant des artères coronaires malades, le tout causant une fibrillation ventriculaire.
Au niveau cardiaque, une fibrillation atriale (emballement rapide du cœur) est possible.
On avance également une possible perturbation d'appareils de régulation cardiaque (stimulateur cardiaque) même si cette hypothèse est discutée, une tétanie atteignant les muscles thoraciques et empêchant la respiration, ou encore une aggravation de l'arythmie cardiaque, par exemple lorsque la victime a consommé de la cocaïne. Mais la cocaïne pourrait augmenter la marge de sécurité de 50 à 100 % et avoir, par ce biais, un « effet protecteur ».
Lors de sa 39e session de novembre 2007, le Comité de l'ONU contre la torture a estimé que l'utilisation du Taser constitue « une forme de torture » et « peut même provoquer la mort, ».

### Séquelles
Les autres risques répertoriés après utilisation d'un pistolet à impulsion électrique sont des brûlures superficielles, des blessures par électrodes ou conséquence de la chute. Il a été décrit une pénétration oculaire des électrodes avec risque de perforation, ainsi qu'un cas de pénétration intracrânienne de la sonde avec brèche durale chez un jeune homme de 16 ans, sans conséquence in fine, mais ayant nécessité une intervention neurochirurgicale. Il peut exister des convulsions après tir au niveau de la tête.

## Dans la fiction
- Dans un film de L'inspecteur Harry, la « force du peuple » utilisait déjà un pistolet à impulsion électrique en 1976, pour enlever le maire de San Francisco.
- Dans le film L'Aventure intérieure, le personnage Lydia Maxwell utilise un pistolet à impulsion électrique pour tenter de neutraliser le ravisseur.
- Dans Moi, moche et méchant 2, Lucy Wilde utilise un taser dissimulé dans un tube de rouge à lèvres.
- Dans le jeu-vidéo Counter-Strike, le pistolet à impulsion électrique appelé « Zeus x27 » sert à tuer instantanément l'ennemi.